# Helen Flynn
Helen Flynn es un personaje ficticio fue interpretada por la actriz Lisa Faulkner del 13 de mayo de 2002 hasta el 20 de mayo de 2002. Lisa interpretó a Helen solo en dos episodios de la serie, luego de que su personaje se covirtiera en el primer personaje en ser asesinada durante una operación. Helen estaba al cargo de las cosas administrativas en la sección.

## Primera temporada
Helen es una asistente administrativa, sin embargo, está determinada a entrar al MI5 y dmostrar que es tan capaz como Tom Quinn, Zoe Reynolds y Danny Hunter. 
Flynn se unió a la sección D como una nueva recluta cerca de enero del 2002.
En el segundo episodio de la primera temporada, Tom, Zoe, Harry, Danny y Tessa están investigando un posible caso de odio racial y deciden ir en una operación encubierta haciéndose pasar por profesores de un curso de computadora con el único fin de obtener información de la esposa del terrorista Robert Osborne.
Los profesores originales de los cuales tomaron sus identidades eran esposos, por eso Tom Quinn necesitaba a alguien que se hiciera pasar por ella y lo ayudara con la operación. Zoe Reynolds normalmente habría tomado la posición de su esposa pero en esos momentos se encontraba en una asignación con Tessa Phillips.
Así que Helen tomo su lugar, lamentablemente fueron descubiertos como espías y capturados. Ambos son llevados a la cocina donde Helen es brutalmente torturada y asesinada por Kevin McNally quien hunde su mano en una freidora profunda; en un intento para hacer que su superior Tom revelara información clasificada, la cual él se niega a divulgar, McNally al ver que no le darían la información que quería hunde su cabeza en la freidora, luego uno de sus matones toma a Helen y le dispara en la cabeza. Sin embargo al momento de dispararle solo se muestra el arma en su cabeza, seguido por el sonido del disparo. Luego de su muerte Zoe ocupa su lugar como compañera de piso de Danny Hunter.